# Nieuwe Poort (Słupsk)
De Nieuwe Poort (Pools: Nowa Brama, Duits: Neutor) is een stadspoort in de Poolse Hanzestad Słupsk (Duits: Stolp). De gotische poort is een voorbeeld van baksteengotiek en staat sinds de 14e eeuw op deze plek aan de zuidwestkant van de oude stad. Van de oorspronkelijke stadspoorten in de stadsmuur van Słupsk zijn er nog twee aanwezig. De andere stadspoort is de zuidoostelijke Molenpoort (Brama Młyńska).
De Nieuwe Poort bestaat uit vijf verdiepingen. De poort diende eerder als gevangenis, wolspinnerij en streekmuseum. Tegenwoordig maakt de stadspoort deel uit van een winkelcentrum. Op het plein aan de stadszijde van de poort is een monument te vinden voor het voormalige tramnet van de stad.

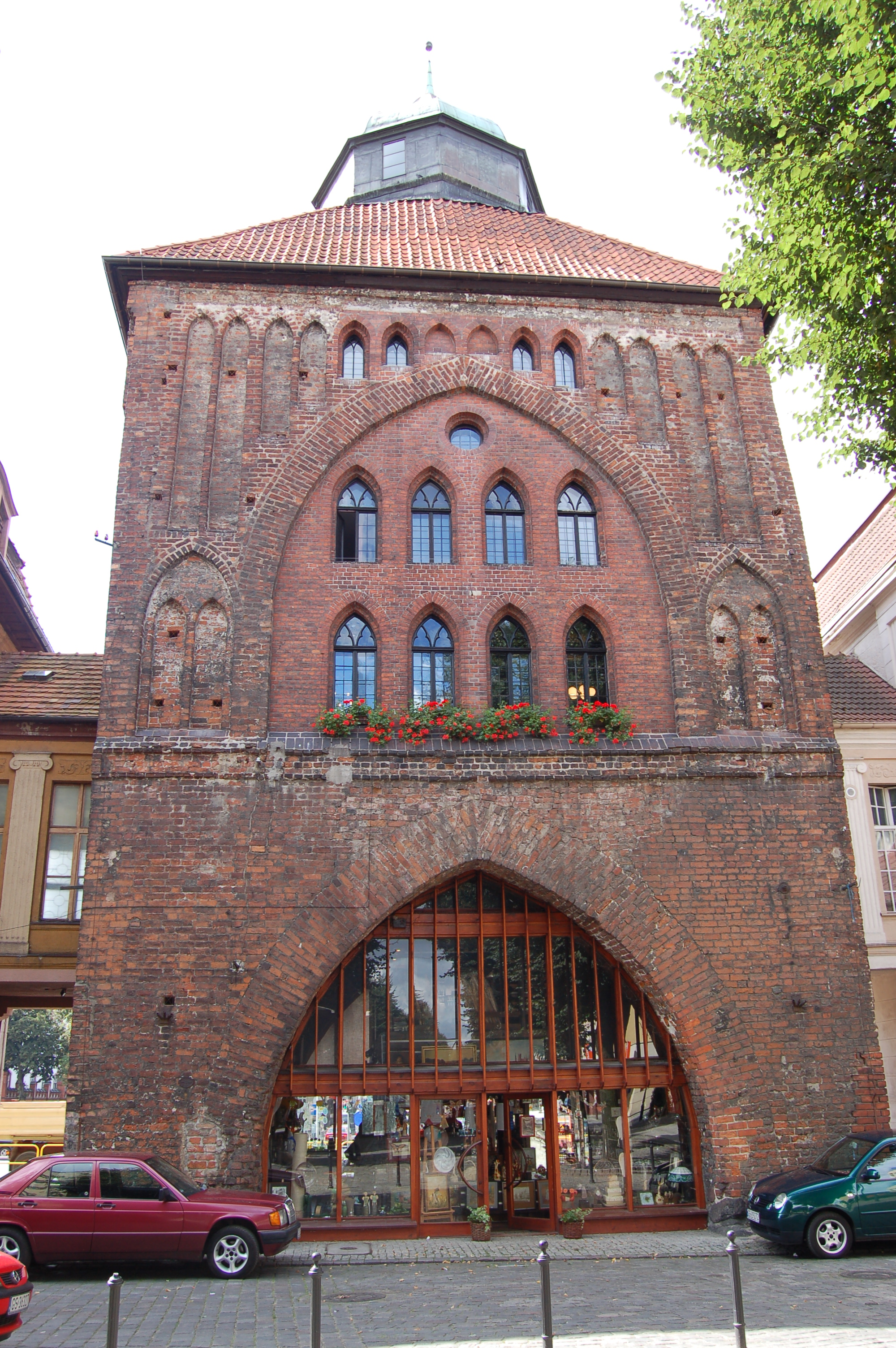
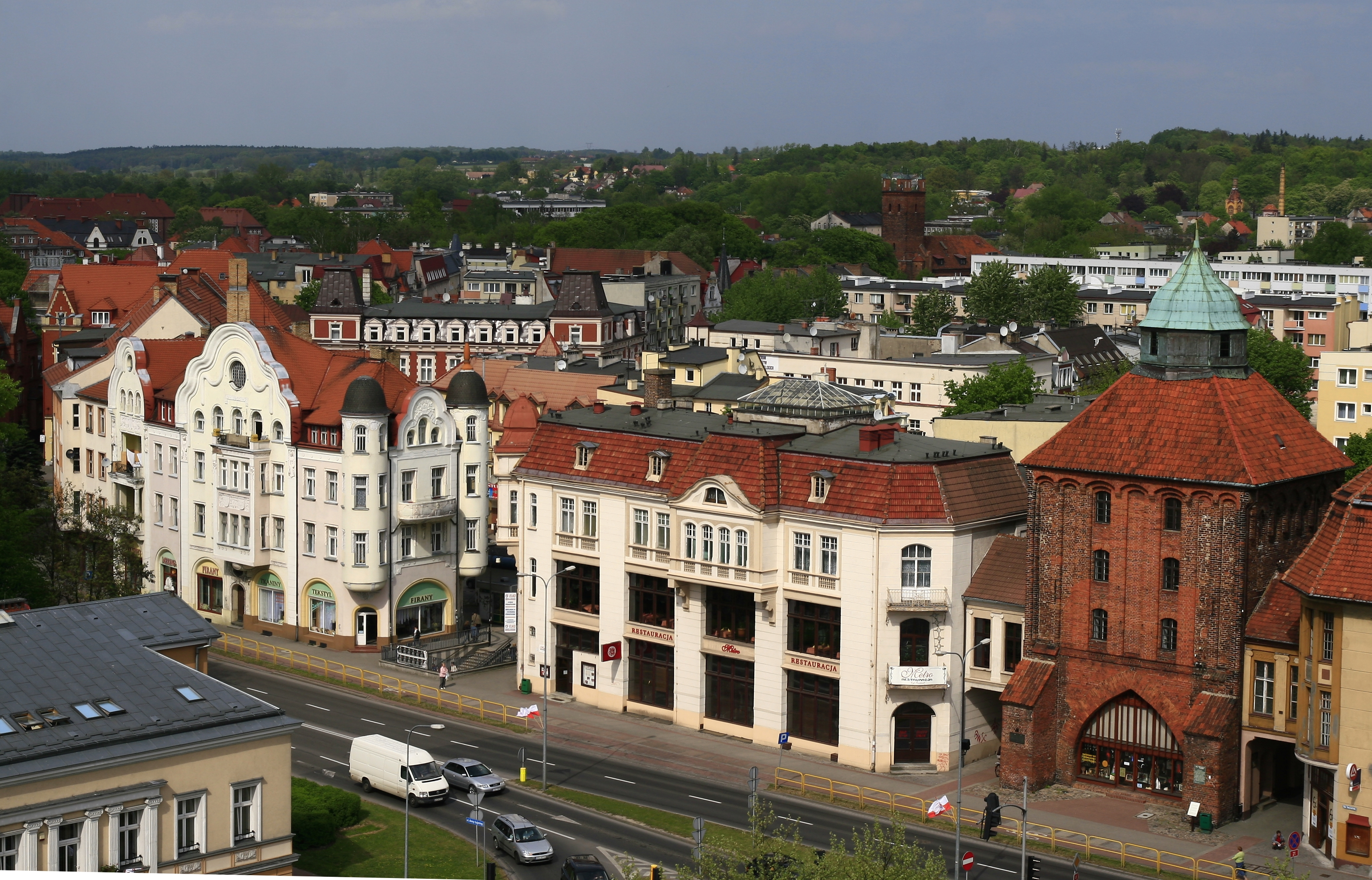
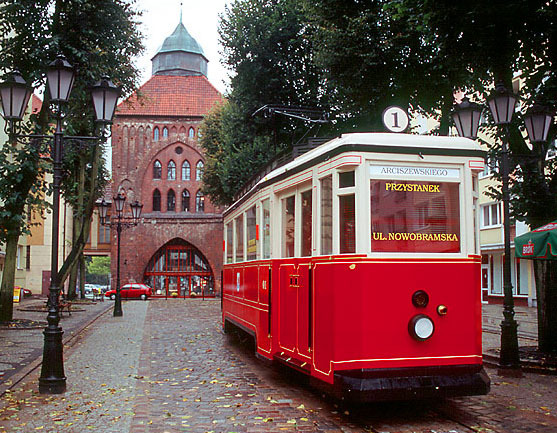